# Łużycka Rada Narodowa
Łużycka Rada Narodowa - organizacja działająca w latach 1945–1948, reprezentowała aspiracje niepodległościowe Serbołużyczan.
W 1945 roku powstała Rada Narodowa Serbów Łużyckich, działająca w Pradze. W wyniku współdziałania Łużyckiego Komitetu Narodowego oraz organizacji Domowina zwołano w Budziszynie kongres 800 mężów zaufania, który 17 września 1945 roku wyłonił 22-osobowy Komitet Narodowy. Ten z kolei, jako swój organ wykonawczy, wyłonił Radę Narodową. Jej przewodniczącym został ks. Jan Cyż, a sekretarzem generalnym Jurij Cyż. W skład kierownictwa weszli także przedstawiciele Domowiny: wiceprzewodniczącymi Łużyckiej Rady Narodowej zostali bowiem dr Jan Cyż oraz Pawoł Nedo - przewodniczący Domowiny. Obaj zajmowali także eksponowane stanowiska we władzy administracyjnej powiatu budziszyńskiego. Dr Jan Cyž był starostą (landratem), a Pawoł Nedo radcą szkolnym. W memoriale z 12 maja 1945 roku Rada skierowała do Józefa Stalina prośbę o uwolnienie z niewoli łużyckich jeńców służących w armii niemieckiej, a także o możliwość przeniesienia Rady z Pragi do Budziszyna. Rada zaproponowała także połączenie z Czechami pod kontrolą ZSRR oraz utworzenie wojska. 
27 stycznia 1946 roku Rada zmieniła nazwę na Łużycką Radę Narodową. Roszczenia wysuwane przez Radę to przyłączenie Łużyc do Polski lub Czechosłowacji. Wystosowano około dziesięciu memoriałów do ONZ oraz rządów mocarstw, jednak nie przyniosło to żadnych rezultatów. Serbowie wystosowali też oficjalny list do rządu polskiego.
Rada nawiązała kontakty z członkami młodzieżowej organizacji polskiej Prołuż, która wspierała aspiracje niepodległościowe Serbołużyczan po II wojnie światowej. W wyniku tych kontaktów na Łużycach powstało m.in. Serbołużyckie Towarzystwo Przyjaciół Polski. "Prołuż" finansował także stypendia i kolonie dla łużyckich studentów oraz dzieci.
W lutym 1948 roku, Łużycka Rada Narodowa, ogłosiła decyzję nt. samolikwidacji.